# Karl Wittgenstein

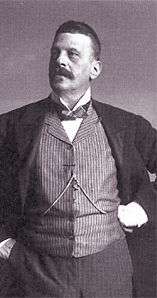
Karl Wittgenstein (1908)

Karl Otto Clemens Wittgenstein (* 8. April 1847 in Gohlis bei Leipzig; † 20. Januar 1913 in Wien) gehörte zu den erfolgreichsten Unternehmern der späten Donaumonarchie, war ein charakteristischer Vertreter der sogenannten „Gründerzeitgeneration“ und u. a. Vater des Philosophen Ludwig Wittgenstein sowie
des Pianisten Paul Wittgenstein.

## Leben

### Herkunft
Karl stammte aus einer früh assimilierten deutsch-jüdischen Familie Meyer-Wittgenstein, deren Wurzeln in der Kleinstadt Laasphe im Wittgensteiner Land liegen. Sein Großvater war der Gutsverwalter Moses Meyer gewesen. Er hatte für die Grafen von Sayn-Wittgenstein-Hohenstein gearbeitet und war vor 1803 nach Korbach gezogen, wo er einen Wollgroßhandel betrieb.
Seit etwa 1808 nannte sich Moses Meyer Moses Meyer Wittgenstein nach seiner Geburtsgegend oder seinen Arbeitgebern. Der Wollgroßhandel des Moses Meyer Wittgenstein wurde zum größten Unternehmen in der Stadt Korbach, später ging es wieder abwärts.
Moses’ Sohn, Hermann Christian (* 12. September 1802 in Korbach; † 1878 in Wien), verlegte das Geschäft gegen Ende der 1830er Jahre nach Gohlis bei Leipzig.

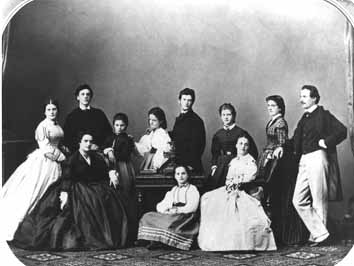
Karl Wittgenstein (zweiter von links) mit seinen Eltern, Brüdern und Schwestern. Das Foto wurde anlässlich der Silberhochzeit seiner Eltern aufgenommen.

### Kindheit und Jugend
1847 kam Karl als sechstes von elf Kindern Hermann Christians und dessen Frau Fanny, geb. Figdor, in Gohlis zur Welt. Drei Jahre später zog die Familie nach Vösendorf (Bezirk Mödling) in Niederösterreich, dort wurden seine vier jüngsten Geschwister geboren. Die Familie zog 1860 nach Wien, wo der Vater im Immobilienhandel arbeitete.
Mit elf Jahren versuchte Karl Wittgenstein das erste Mal, von zu Hause davonzulaufen, mit siebzehn verließ er nach einer Androhung einer Verweisung das Gymnasium: Er hatte in einem Aufsatz die Unsterblichkeit der Seele bezweifelt. 1865 lief er tatsächlich von zu Hause fort: mit einem Pass, den er in Wien einem verarmten Studenten abgekauft hatte, reiste er nach Amerika, wobei er nur eine Geige als einzigen Besitz dabei gehabt haben soll. In New York verdingte er sich als Kellner und Barmusikant, als Lehrer für Mathematik, Deutsch, Latein, Griechisch sowie Musik, Violine und Horn und schließlich als Steuermann auf einem Kanalboot. Fast ein Jahr ließ er die Familie ohne Nachricht und erst zwei Jahre später kehrte er zu ihr nach Wien zurück.

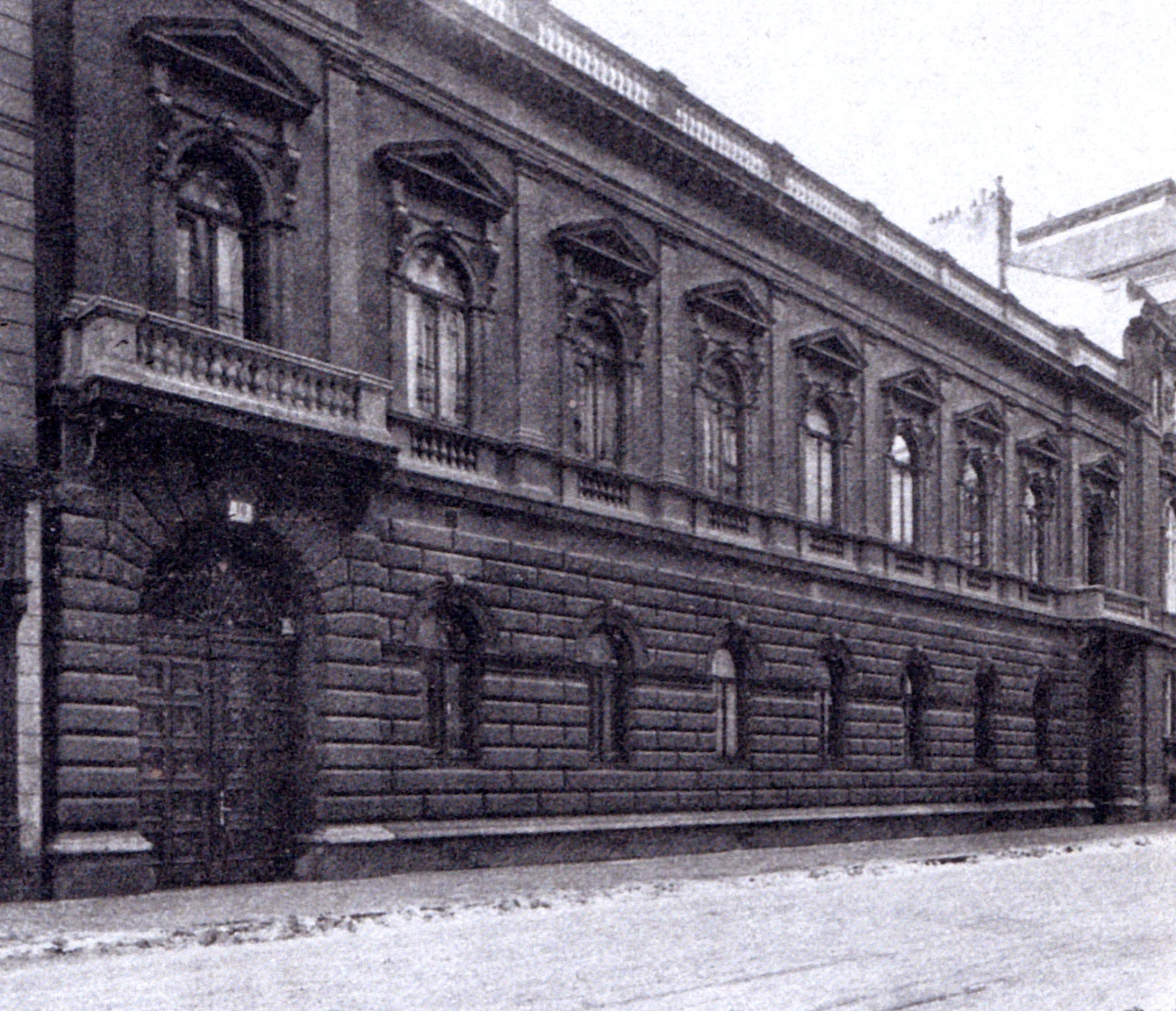
Palais Wittgenstein, Wien 1910

### Aufstieg
In Wien brach Karl Wittgenstein nach nur einem Jahr ein Ingenieurstudium an der Technischen Hochschule ab. Es folgten mehrere kurze Zwischenstationen in unterschiedlichen Berufen an verschiedenen Orten in Österreich-Ungarn. Erst durch Vermittlung und Förderung durch Paul Kupelwieser (Bruder von Wittgensteins Schwager Karl Kupelwieser) begann Wittgenstein seine steile Karriere in der Eisen- und Stahlindustrie als technischer Zeichner bei den „Teplitzer Walzwerken“ in Nordböhmen.
Bereits 1876 wurde Wittgenstein in den Direktionsrat gewählt und 1877 zum Direktor bestellt. Nur wenige Jahre später war er auch deren Hauptaktionär. 1878 brachte ein Großauftrag für Schienen für die Bender-Galatz Eisenbahn großen Aufschwung. Unter Wittgensteins Führung übernahmen die Teplitzer Walzwerke 1884 dann die „Böhmische Montangesellschaft“. Die Teplitzer Walzwerke (Teplické válcovny a besemerovny) wurden 1872 in Zuckmantel (heute Pozorka) zur Herstellung von Grobblechen gegründet. Als erstes Walzwerk in Böhmen wurde das Bessemer-Verfahren der Stahlherstellung eingeführt. 1907 wurden Arbeiter und Produktion nach Kladno übersiedelt.
1886 brachte Karl Wittgenstein die Teplitzer Walzwerke im Austausch für Aktien in die Prager Eisenindustrie-Gesellschaft ein und begründete damit das erste österreichische Eisen-Kartell. 1887 kaufte er die St. Egydi Eisen- und Stahl-Industrie-Gesellschaft in Niederösterreich; 1890 konzentrierte er die obersteirische Sensenindustrie mit den „Vereinigten Sensenwerken“ in Judenburg. 1889 gründete Karl Wittgenstein schließlich in Kladno die Poldihütte als privates Unternehmen. Er benannte die Firma nach seiner Frau Leopoldine.
Als erster Unternehmer in der Donaumonarchie betrieb Karl Wittgenstein in den von ihm beherrschten Firmen eine konsequente Modernisierung der Produktionstechnik und eine Rationalisierung der Betriebsabläufe. Den sozialen Folgen seines Handelns schenkte er keine besondere Beachtung. Daher wurde er bald – mit einem durchaus kritischen Unterton – als „Amerikaner in Österreich“ bezeichnet. Außerdem betrieb Wittgenstein eine Politik der „Vertikalen Integration“. Das heißt, er bemühte sich darum, den gesamten Produktionsprozess der Eisen- und Stahlgewinnung in die Hand zu bekommen, angefangen von Kohle- und Eisenerzgruben, über die Eisen- und Stahlwerke bis hin zu Weiterverarbeitung und Vertrieb.
Sogar Banken zur Finanzierung seiner Vorhaben und Siedlungsgesellschaften zur Errichtung von Arbeiterwohnungen zählten schließlich zu Wittgensteins Einflussbereich. Er war Aufsichtsratsmitglied der Böhmischen Escompte-Bank, der Niederösterreichischen Escompte-Gesellschaft und der Österreichischen Kredit-Anstalt für Handel und Gewerbe.

### Höhepunkt und Rückzug
Den Höhepunkt seines Einflusses erreichte Karl Wittgenstein 1897 mit dem Erwerb der Aktienmehrheit an der Österreichisch-Alpinen Montangesellschaft, indem er, wie bereits zuvor in anderen Unternehmen, konsequent Produktionsabläufe auf Effizienz trimmte und überzählige Werke schloss. Dies rief heftige Proteste sowohl bei den von Wittgensteins Maßnahmen betroffenen Arbeitern als auch bei seinen Kunden hervor, die sich von seinem Eisenkartell preislich zunehmend übervorteilt sahen. Schließlich sah sich sogar die Regierung Österreichs genötigt, offiziell die Geschäftspraktiken Wittgensteins zu untersuchen.
Angesichts des Aufruhrs zog sich Karl Wittgenstein 1898 – erst 52 Jahre alt – von all seinen Posten zurück und unternahm mit seiner Frau eine Weltreise. Außerdem verkaufte er seinen gesamten Industriebesitz, erwarb jedoch 1899 von der Böhler AG deren Waldbesitz im Ausmaß von 5.000 Hektar. Den Erlös transferierte er in die Schweiz, nach Holland und in die USA und investierte ihn dort in Immobilien, Aktien und Anleihen. Daher überstand sein gewaltiges Vermögen sowohl den Ersten und Zweiten Weltkrieg als auch die Weltwirtschaftskrise. Während der dem Ersten Weltkrieg nachfolgenden Hyperinflation konnte das Vermögen durch eine geschickte Anlagepolitik sogar noch beträchtlich vergrößert werden.

### Familie

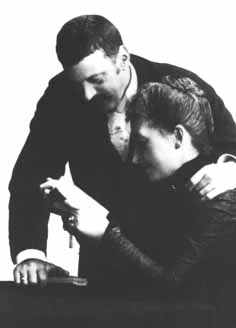
Karl Wittgenstein und seine Frau Leopoldine

Karl heiratete am 14. Februar 1874 in Wien Leopoldine Kallmus (* 14. März 1850 in Wien; † 3. Juni 1926 ebenda), eine begabte Pianistin, die aus einer Prager jüdischen Familie stammte. Das Paar zog für ein Jahr nach Teplitz, dann in eine Villa im Wiener Bezirk Meidling. Danach bezog die Familie das Palais Wittgenstein, welches 1871–73 von Friedrich Schachner in der Alleegasse (heute Argentinierstraße) erbaut worden war. Das 1905/06 in Hohenberg als Um- und Ausbau fertiggestellte Land- bzw. Jagdhaus (Hochreith) der Familie sowie die beiden 1900 im Ortsverband errichteten Häuser, Forstamt sowie Forsthaus wurden von Josef Hoffmann („Wiener Werkstätte“) geplant und eingerichtet.
Karl und Leopoldine Wittgensteins Kinder waren:
- Hermine „Mining“ (* 1. Dezember 1874 in Teplitz; † 16. Februar 1950 in Wien), unverheiratet
- Dora (*† 1876 in Wien), bei der Geburt verstorben
- Johannes „Hans“ (* 1877 in Wien; † 1902 in Chesapeake Bay, USA vermutl. Selbstmord)
- Konrad „Kurt“ (* 1878 in Wien; † 27. Oktober 1918[8] Selbstmord)
- Helene „Lenka“ (* 1879 in Wien; † 7. April 1956), verheiratet mit Max Salzer, Ministerialbeamtem
- Rudolf „Rudi“ (* 1881 in Wien; † 1904 Selbstmord)
- Margherita/Margaret Anna Maria (* 19. September 1882 in Neuwaldegg; † 1958 in Wien), 1904 verheiratet mit Jerome Stonborough, daher heute als Margarethe Stonborough-Wittgenstein bekannt, ab 1923 getrennt
- Paul Wittgenstein (* 11. Mai 1887 in Wien; † 3. März 1961 in New York) verlor aufgrund einer schweren Kriegsverletzung 1914 seinen rechten Arm, doch durch seine unerschütterliche Energie wurde er der berühmteste einarmige Pianist der Geschichte
- Ludwig Josef Johann Wittgenstein (* 26. April 1889 in Wien; † 29. April 1951 in Cambridge), Philosoph

Wie in seinen Firmen, so agierte Karl Wittgenstein auch im familiären Umfeld in der Art eines autoritären Patriarchen, der seine Kinder konsequent überforderte und demütigte.
Anders als andere erfolgreiche Unternehmer und Bankiers jüdischer Herkunft lehnte Karl Wittgenstein die Erhebung in den Adelsstand ab. Er war ein Wittgenstein, wollte keiner der gewöhnlichen „Ringstraßenbarone“ werden. Auch kokettierte er mit einer vielleicht illegitimen Abkunft aus deutscher Hocharistokratie – aus den fürstlichen Geschlechtern der Waldeck-Pyrmont oder Sayn-Wittgenstein. Ein altes Wiener Scherzwort unterschied jedenfalls die „Haben-Wittgenstein“ von den „Sayn-Wittgenstein“.

### Mäzenatentum
Eugénie Graff (Madame Paul)

Claude Monet 1882

Link zum Bild

(Bitte Urheberrechte beachten)
Büste von Beethoven

Max Klinger um 1902

Link zum Bild

(Bitte Urheberrechte beachten)
Karl Wittgenstein war ein wichtiger und großzügiger Mäzen und Förderer der zeitgenössischen Kunst, unter anderem trug er maßgeblich zum Bau der Wiener Secession bei, und er war auch ein Förderer der zeitgenössischen Künstler, besonders der Wiener Secessionisten. Musiker, wie zum Beispiel Johannes Brahms, Gustav Mahler, Bruno Walter oder Pablo Casals waren im Palais Wittgenstein häufig zu Gast.
Zu seiner umfangreichen Kunstsammlung gehörten neben Werken alter Meister und Tapisserien besonders Schöpfungen der Künstler der Wiener Sezession, wie Gustav Klimts Porträt von Margarethe Stonborough-Wittgenstein, als auch internationaler Impressionisten, wie Claude Monets Porträt von Eugénie Graff (1819–1891). Bei den Bildhauerarbeiten sind in der Sammlung besonders die Büste von Beethoven, welche Max Klinger geschaffen hat, sowie die beiden Großskulpturen Minotaurus und „Kampf, ein mit einem Bären ringender Mann“ von Josef Müllner zu erwähnen.

### Krankheit und Tod

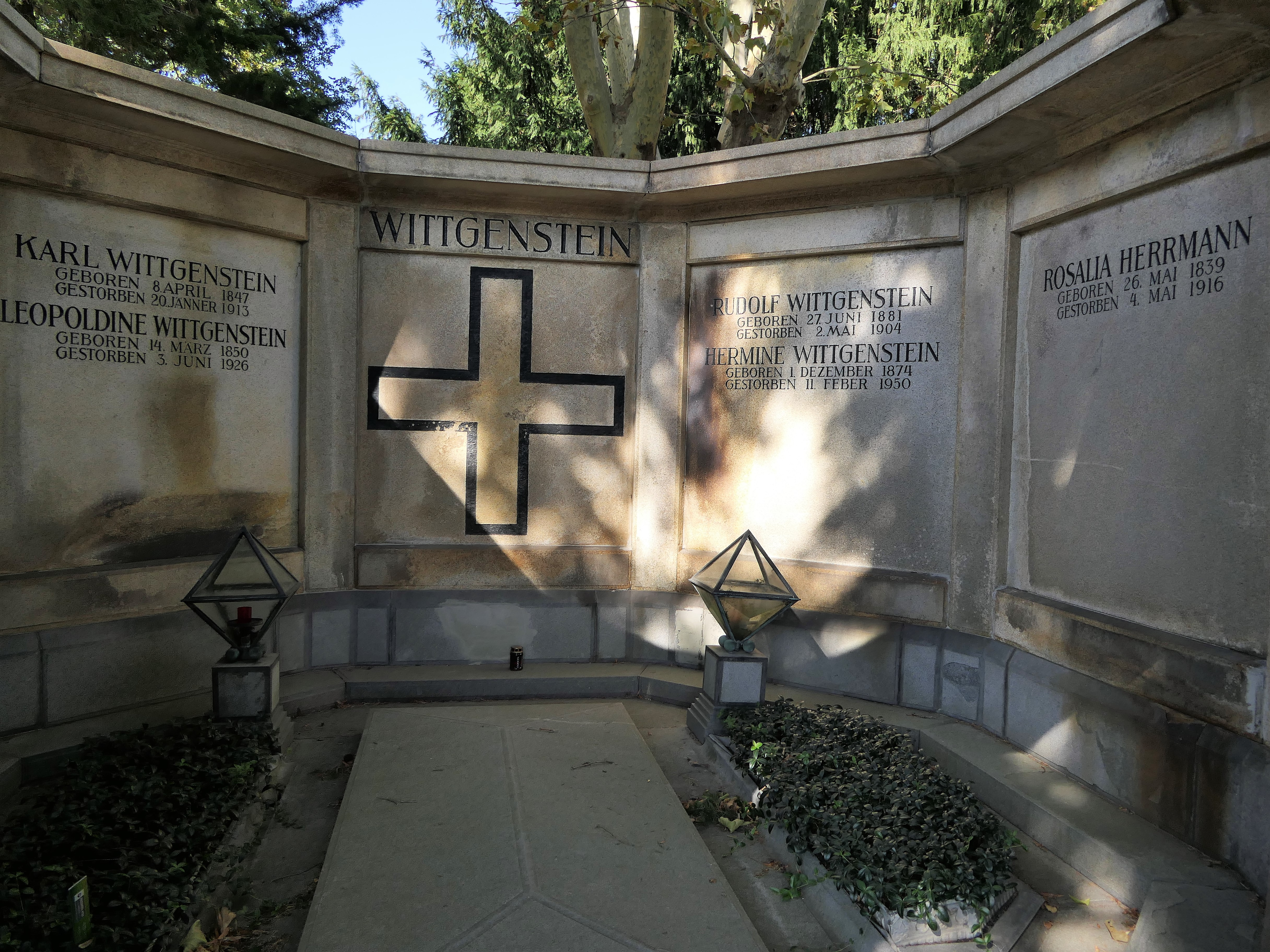
Die Gruft der Familie Karl Wittgenstein auf dem Wiener Zentralfriedhof

Um 1909 wurde bei Wittgenstein eine Neubildung am Gaumen festgestellt. Im Rahmen der von Emil Theodor Kocher in Bern vorgenommenen Behandlung folgten zwölf schwere Operationen – die letztlich eine Wiederkehr des Leidens nicht zu verhindern vermochten.
Sommer und Herbst 1912 verbrachte Wittgenstein in seinem Landhaus Hochreith. Am 25. Dezember des Jahres kehrte er von einem Aufenthalt an der französischen Riviera nach Wien zurück, wo er sein Krankenzimmer nicht mehr verließ.
Am 22. Jänner 1913 fand in der Lutherischen Stadtkirche die Einsegnung statt. Danach erfolgte die Beisetzung in der nun ehrenhalber gewidmeten Familiengruft auf dem Wiener Zentralfriedhof (Gruppe 32B, Nr. 24).